# Aquarius (álbum de Tinashe)
Aquarius é o álbum de estreia da cantora e compositora americana Tinashe, lançado em 3 de outubro de 2014 pela RCA Records. Após a extinção da The Stunners em 2011, Tinashe começou a sua carreira solo. No ano seguinte, Tinashe lançou sua mixtape de estreia, In Case We Die (2012). Depois de reconhecer seu perfil musical com a mixtape, Tinashe reuniu-se com a RCA Records, onde ela posteriormente assinou um contrato de gravação. Seguindo seu contrato de gravação, Tinashe imediatamente começou a trabalhar no álbum; durante o processo de gravação, ela lançou outras duas mixtapes, Reverie (2012) e Black Water (2013).
Aquarius recebeu esse nome devido ao signo do zodíaco de Tinashe. O álbum incorpora vários gêneros como o R&B, R&B alternativo e pop. A produção do álbum foi caracterizada como sendo sintética, com atmosféricas e minimalistas batidas e eletrônicos. A composição do álbum atraiu comparações com uma variedade de artistas, incluindo The Weeknd e Aaliyah. A maioria das canções foram escritas por Tinashe que também serviu como produtora executiva do álbum ao lado de Tim Ferreiro, Mike Nazzaro e Danny D.
Após a sua liberação, Aquarius recebeu elogios dos críticos musicais, que elogiaram a sua produção, letras e temas, com análises comparando-a com o trabalho de Janet Jackson. Nos Estados Unidos, o álbum estreou no número dezessete na Billboard 200, vendendo 18,821 cópias em sua primeira semana. Ele também apareceu em tabelas da Austrália, França e Reino Unido. O álbum foi promovido com o lançamento de três singles—"2 On", "Pretend" e "All Hands On Deck"—com o primeiro atingindo o número 24 na Billboard Hot 100.

## Alinhamento de faixas
| Edição padrão  |                                               | |                                    |         |  |
| N.º            | Título                                        | Compositor(es) | Produtor(es)                       | Duração |  |
| 1.             | "Aquarius"                                    | Tinashe Kachingwe Brent Reynolds | Ritz Reynolds                      | 3:55    |  |
| 2.             | "Bet" (com participação de Devonté Hynes)     | Kachingwe Dacoury Natche Michael Tucker | DJ Dahi Blood Diamonds             | 5:40    |  |
| 3.             | "Cold Sweet"                                  | Kachingwe Matthew Samuels Joshua Scruggs | Boi-1da SykSense Sango [a]         | 5:12    |  |
| 4.             | "Nightfall" (interlude)                       | | Tinashe                            | 0:07    |  |
| 5.             | "2 On" (com participação de Schoolboy Q)      | Kachingwe Bobby Brackins Dijon "DJ Mustard" McFarlane Jon Redwine Brendon Waters Quincy Hanley Cezar Cunningham Sean Paul Henriques Steven Marsden Delano Thomas Michael Jarrett Craig Serani Marsh | McFarlane Redwine DJ Marley Waters | 3:47    |  |
| 6.             | "How Many Times" (com participação de Future) | Kachingwe Jasper Cameron Sean Notty Nayvadius Wilburn James Harris Terry Lewis | Cameron                            | 3:36    |  |
| 7.             | "What Is There to Lose" (interlude)           | Legacy Tinashe |                                    | 0:31    |  |
| 8.             | "Pretend" (com participação de ASAP Rocky)    | Kachingwe Noel Fisher Brian Soko Rasool Diaz Andre Proctor Lyrica Anderson Rakim Mayers | Detail The Order                   | 3:53    |  |
| 9.             | "All Hands on Deck"                           | Kachingwe Mikkel Storleer Eriksen Tor Erik Hermansen Magnus August Høiberg Bleta Rexha | Stargate Cashmere Cat              | 3:41    |  |
| 10.            | "Indigo Child" (interlude)                    | Tinashe | Evian Christ                       | 1:30    |  |
| 11.            | "Far Side of the Moon"                        | Kachingwe Osinachi Nwaneri | Nwaneri                            | 4:05    |  |
| 12.            | "The Calm" (interlude)                        | Tinashe |                                    | 0:30    |  |
| 13.            | "Feels Like Vegas"                            | Kachingwe Eriksen Hermansen Maureen "Mozella" McDonald Jeffery Johnson, Jr. | Stargate                           | 4:01    |  |
| 14.            | "Thug Cry"                                    | Kachingwe Michael L. Williams II Asheton Hogan Kalenna Harper | Mike Will Made It A+ [b]           | 3:28    |  |
| 15.            | "Deep in the Night" (interlude)               | | Tinashe                            | 0:57    |  |
| 16.            | "Bated Breath"                                | Kachingwe B. Reynolds | Ritz Reynolds                      | 5:49    |  |
| 17.            | "Wildfire"                                    | Michel Heyaca Matt Parad Donna Missal | Michel                             | 3:37    |  |
| 18.            | "The Storm (Outro)"                           | | Tinashe                            | 1:24    |  |
| Duração total: | Duração total:                                | Duração total: | Duração total:                     | 55:43   |  |

| Faixa bônus das lojas Best Buy |                 |                                                     |                |         |  |
| N.º                            | Título          | Compositor(es)                                      | Produtor(es)   | Duração |  |
| 19.                            | "Watch Me Work" | Kachingwe Nicholas Balding Mark Kragen Marc Griffin | Nic Nac Kragen | 4:29    |  |

| Faixas bônus da edição japonesa |                                                    |                                  |                    |         |  |
| N.º                             | Título                                             | Compositor(es)                   | Produtor(es)       | Duração |  |
| 19.                             | "Watch Me Work"                                    | Kachingwe Balding Kragen Griffin | Nic Nac Kragen     | 4:29    |  |
| 20.                             | "Vulnerable[c]" (com participação de Travis Scott) | Kachingwe Jacques Webster        | Boi-1da Vinylz [b] | 3:26    |  |

| Faixas bônus da edição norte-americana limitada para o Google Play |                             |                                                    |              |         |  |
| N.º                                                                | Título                      | Compositor(es)                                     | Produtor(es) | Duração |  |
| 19.                                                                | "All Hands on Deck" (remix) | Kachingwe Eriksen Hermansen Høiberg Rexha          |              | 4:01    |  |
| 20.                                                                | "Pretend" (remix)           | Kachingwe Fisher Soko Diaz Proctor Anderson Mayers |              | 4:13    |  |

Notas
- ↑[a]  denota um produtor adicional
- ↑[b]  denota um co-produtor
- ↑[c]  "Vulnerable" foi originalmente inclusa na mixtape Black Water (2013).

Créditos de demonstrações
- "2 On" contém interpolações de "We Be Burnin'", interpretada por Sean Paul e escrita por Cezar Cunningham, Sean Paul Henriques, Steven Marsden, Delano Thomas, Michael Jarrett e Craig Serani Marsh.
- "How Many Times" contém interpolações de "Funny How Time Flies (When You're Having Fun)", interpretada por Janet Jackson e escrita por James Harris e Terry Lewis.
- "Pretend" contém interpolações de "Action", interpretada por  Orange Krush.

## Desempenho comercial
| Tabela musical (2014)                   | Melhor posição |
| --------------------------------------- | -------------- |
| Austrália (ARIA Albums)                 | 57             |
| Austrália (ARIA Urban Albums)           | 5              |
| França (SNEP)                           | 167            |
| Reino Unido (UK Albums Chart)           | 78             |
| Reino Unido (UK R&B Albums Chart)       | 7              |
| Estados Unidos (Billboard 200)          | 17             |
| Estados Unidos (Top R&B/Hip Hop Albums) | 3              |

| Tabela musical (2014)                             | Melhor posição |
| ------------------------------------------------- | -------------- |
| Estados Unidos (Billboard Top R&B/Hip-Hop Albums) | 89             |

## Histórico de lançamento
| País           | Data                   | Formato(s)          | Gravadora | Ref.          |
| -------------- | ---------------------- | ------------------- | --------- | ------------- |
| Alemanha       | 3 de outubro de 2014   | CD descarga digital | Sony      | [ 11 ] [ 12 ] |
| Irlanda        | 3 de outubro de 2014   | CD descarga digital | RCA       | [ 13 ] [ 14 ] |
| França         | 6 de outubro de 2014   | CD descarga digital | Sony      | [ 15 ] [ 16 ] |
| Reino Unido    | 6 de outubro de 2014   | CD descarga digital | RCA       | [ 17 ] [ 18 ] |
| Estados Unidos | 7 de outubro de 2014   | CD descarga digital | RCA       | [ 19 ] [ 20 ] |
| Austrália      | 10 de outubro de 2014  | CD descarga digital | Sony      | [ 21 ] [ 22 ] |
| Japão          | 26 de novembro de 2014 | CD                  | Sony      | [ 2 ]         |